# Handtwig (Adelsgeschlecht)

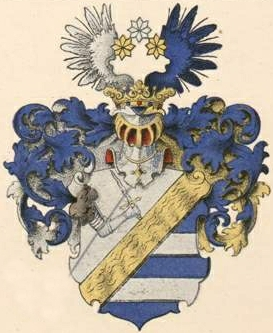
Familienwappen derer von Handtwig

Handtwig ist der Familienname eines deutsch-baltischen Adelsgeschlechts, dessen Wurzeln in Rostock zu finden sind. Der erste erwähnte Familienangehörige, der im Baltikum beheimatet war, wird mit Hans Handtwig beurkundet. Er starb um 1649 und war Freibauer auf Kaenda.

## Geschichte
Schon im Jahre 1600 bekam ein Handtwig das Gut Kaenda auf Lebenszeiten geschenkt. Die schwedische Königin Christina (1626–1689) gab es 1660 der Familie auf Mannslehnrecht, welches König Carl XI. (1655–1697) bestätigte. Stammvater der adligen Linie ist Georg Handtwig (* 1676 in Reval; † 1733 in St. Katharinen), er war Prediger und später Propst. Dessen drei Söhne Georg Adolf († 1752), Gustav Christian (1712–1767) und Karl Reinhold (1717–1778) wurden 1740 mit dem Prädikat „von“ in den Reichsadel aufgenommen und ihr Familienwappen genehmigt. Die Söhne von Georg Adolf von Handtwig Magnus Gustav (1732–1783), Adolf Johann (1742–1822) und Friedrich Christian (1746–1793) wurden 1774 in die estländische Matrikel der Estländischen Ritterschaft aufgenommen, während Karl Reinhold (1737–1792) bereits 1765 in die Livländischen Ritterschaft immatrikuliert wurde. Demzufolge wurden in die Estländischen Ritterschaft zwei Familien aus dem gleichen Geschlecht, sowie mit gleichem Namen unter verschiedenen Matrikelnummern, nämlich 58 und 59, aufgenommen. Adolf Johann von Handtwig gründete das I. Haus Käända und Friedrich Christian war Begründer des II. Hauses Fegefeuer.

## Stammfolge
Georg Handtwig (* 1673 in Reval; † 1733 auf St. Katharinen) ⚭ 1710 Anna Margaretha von Nieroth, eine Tochter des schwedischen Oberstleutnants von Nieroth (Erbin des Gutes Fegefeuer; siehe unten)
- Georg Adolf von Handtwig († 1752), Herr auf Käända und Fegefeuer ⚭ Ewa Margaretha von Baumgarten (* um 1706; † 1782)
  - Magnus Gustav von Handtwig (1732–1783), Oberst
  - Karl Reinhold von Handtwig (* 1737; † 1792 in Sankt Petersburg), russischer Generalleutnant
  - Adolf Johann von Handtwig (1743–1822), Gründer des I. Hauses Käända
  - Friedrich Christian von Handtwig (1746–1793), Gründer des II. Hauses Fegefeuer
- Gustav Christian von Handtwig (* 1712 auf Dagö; † 1767 in Riga), Mediziner, Professor und mecklenburgischer Hofrat ⚭ 2. Ehe Dorothea Louise von Vietinghoff
- Karl Reinhold von Handtwig (1717–1778), Major ⚭ 1. Ehe Anna Helene Spankau; 2. Ehe Sophie Helene von Stackelberg (1723–1789)
  - Karl Adam von Handtwig (* 1746 in Reval), russischer Generalmajor ⚭ Ekaterina Gavrilova Schakina (1769–1826)

### I. Haus Käända
Adolf Johann von Handtwig (* 1743 in Fegefeuer; † 1822 in Reval), Rittmeister, Herr auf Käända ⚭ Elisabeth von Stauden (1758–1825)
- Reinhold Georg Adolf von Handtwig (1785–1828) ⚭ Dorothea von Sivers (1787–1824)
  - Georg Adolf Johann von Handtwig (1815–1900)
- Friedrich Wilhelm Magnus von Handtwig (1787–1860), Titularrat ⚭ 1. Ehe Helene Borg; 2. Ehe Henriette von Böthlingk (1808–1835)
  - Robert Karl Magnus von Handtwig (1830–1904), russischer Staatsrat ⚭ 1. Ehe Mathilde Vink; 2. Ehe Marie von Scheurmann († 1903)
    - Nikolai von Handtwig (* 1847)

### II. Haus Fegefeuer
Friedrich Christian von Handtwig (1746–1793), Major, Herr auf Fegefeuer ⚭ Dorothea von Stauden († 1848)
- Georg Wilhelm von Handtwig (1782–1827), Herr auf Fegefeuer ⚭ Karoline von Ungern-Sternberg (1792–1847)
- Karl Friedrich Georg Eduard von Handtwig (1824–1894), russischer Staatsrat, Herr auf Waist ⚭ Marie von Gernet
  - Georg Heinrich Konradin von Handtwig (* 1846) ⚭ Sinaida Rjabinin
  - Ewald Georg Arthur von Handtwig (* 1851), Eisenbahnbeamter ⚭ Natalin Stupnitzki (* 1862)
    - Konstantin von Handtwig (* 1887)

## Wappen
Das Familienwappen besteht aus einem von Silber und Blau – durch einen Strom schräglinks geteiltem – Schild. Am rechten Rand des Schildes steht ein – aus dem äußeren Rande aus einer Wolke hervorkommender – geharnischter Arm mit einem bloßen Degen. Die linke Seite des Schildes hat zwei purpurne Querbalken; den gekrönten Helm zieren drei sechsspitzige Sterne, 1 und 2 gesetzt, welches von einem Flug umgeben sind. Das Wappen wurde 1740, mit der Erhebung in den Reichsadel erneut bestätigt.

## Besitzungen

### Kaenda
Das Dorf Kaenda (estnisch: Käända) liegt etwa 41 km ostnordöstlich von Hapsal. Seit etwa 1674 war der kleine Nebenhof mit Johann Handtwig im Besitz der Familie Handtwig. 1688 hieß der Hof Konde, ab 1765 nannte man ihn Kenda und seit 1796 war der Hof und das Dorf vereint. 1808 wurde der Tannenhof abgeteilt. Heute ist Käända ein Dorf. Bekannte Besitzer waren 1913 Christian Friedrich von Hippus.

### Fegefeuer

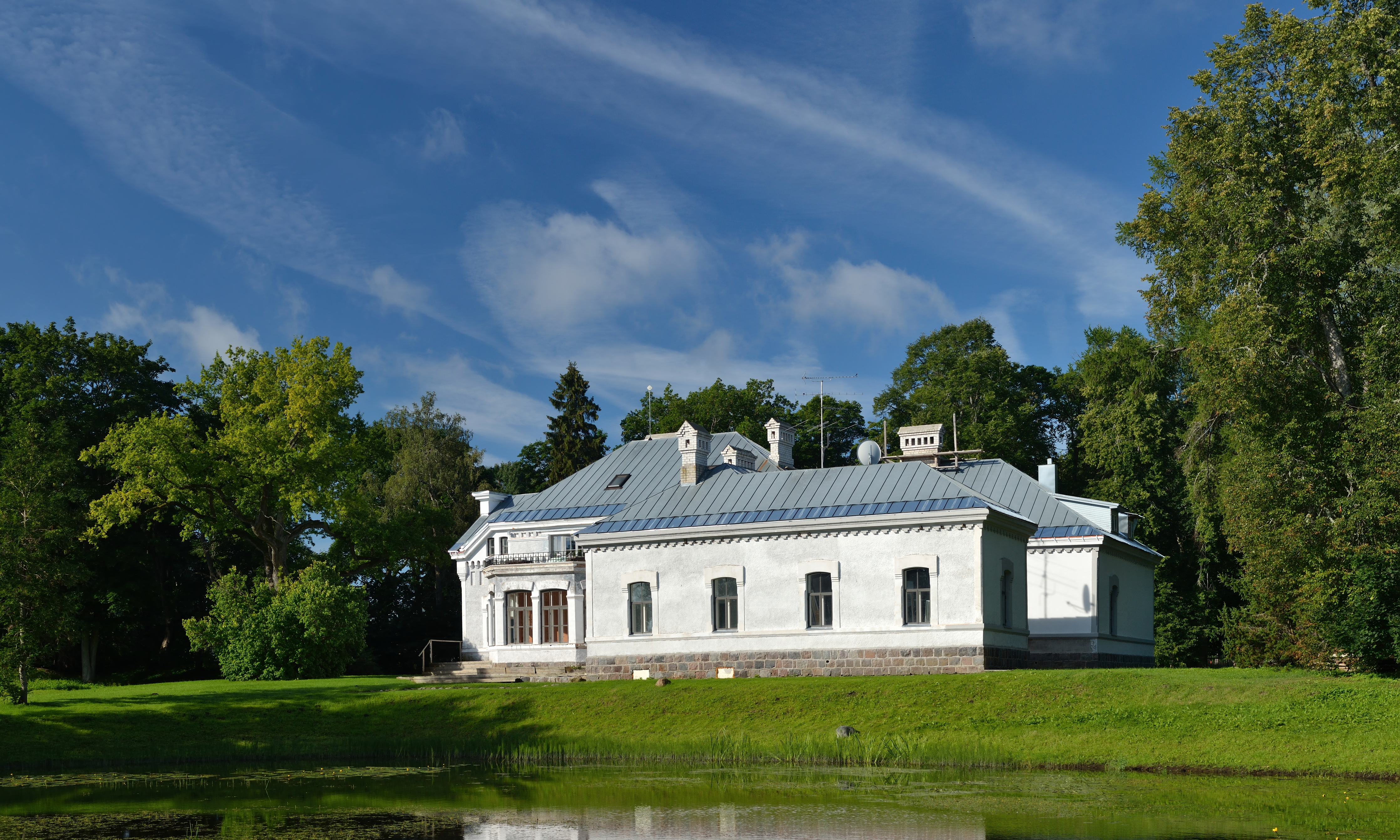
Herrenhaus auf dem Gut Fegefeuer (2012)

Das kleine Herrenhaus von Kiviloo (deutsch: Fegefeuer) wurde 1413 als Bischofsgut gegründet. Auf dem Gelände befinden sich die Überreste einer kleinen Burg aus dem 15. Jh. Diese Burg war im Besitz des Bischofs von Reval und diente wohl als Zwischenstation auf den Reisen vom Borkholm nach Reval, es hatte den Namen „Fegefeuer“ als Vorhof zur Hölle erhalten. Die Burg wurde im Livländischen Krieg durch russische Truppen 1558 zerstört. Nach dem Nordischen Krieg war das Gut im Besitz der Familie Nieroth. Ab 1839 bis zur Bodenreform gehörte der Besitz den von Stackelbergs. Der letzte Besitzer war Konstantin von Stackelberg, der 1958 in Westdeutschland starb. Das heutige L-förmige Herrenhaus im Historismusstil wurde 1905 am Ort eines vorherigen Holzherrenhauses, das von Revolutionären niedergebrannt wurde, im eklektizistischen Stil mit neogotischen Elementen errichtet. 2016 war das Anwesen in Privatbesitz, schien aber ungenutzt zu sein.